# Коффі (округ, Теннессі)
Шаблон:StateAbbr_ 35°29′ пн. ш. 86°04′ зх. д. / 35.49° пн. ш. 86.07° зх. д.
Округ Коффі (англ. Coffee County) — округ (графство) у штаті Теннессі, США. Ідентифікатор округу 47031.

## Історія
Округ утворений 1836 року.

## Демографія
За даними перепису 2000 року загальне населення округу становило 48014 осіб, зокрема міського населення було 25082, а сільського — 22932. Серед мешканців округу чоловіків було 23399, а жінок — 24615. В окрузі було 18885 домогосподарств, 13589 родин, які мешкали в 20746 будинках. Середній розмір родини становив 2,96.
Віковий розподіл населення поданий у таблиці:
| Стать    | До 15 років | 15-21 | 22-29 | 30-39 | 40-49 | 50-65 | 65-85 | Понад 85 |
| -------- | ----------- | ----- | ----- | ----- | ----- | ----- | ----- | -------- |
| Чоловіки | 5101        | 2255  | 2340  | 3424  | 3478  | 3864  | 2750  | 187      |
| Жінки    | 4904        | 2185  | 2292  | 3440  | 3526  | 4178  | 3561  | 529      |

## Суміжні округи
- Кеннон — північ
- Воррен — північний схід
- Ґранді — схід
- Франклін — південь
- Мур — південний захід
- Бедфорд — захід
- Резерфорд — північний захід

## Виноски
1. ↑  U.S. Decennial Census. United States Census Bureau. Архів оригіналу за 26 квітня 2015. Процитовано 2 квітня 2015.
2. ↑  Historical Census Browser. University of Virginia Library. Архів оригіналу за 11 серпня 2012. Процитовано 2 квітня 2015.
3. ↑  Forstall, Richard L., ред. (27 березня 1995). Population of Counties by Decennial Census: 1900 to 1990. United States Census Bureau. Архів оригіналу за 21 лютого 2015. Процитовано 2 квітня 2015.
4. ↑  Census 2000 PHC-T-4. Ranking Tables for Counties: 1990 and 2000 (PDF). United States Census Bureau. 2 квітня 2001. Архів оригіналу (PDF) за 18 грудня 2014. Процитовано 2 квітня 2015.
5. ↑  State & County QuickFacts. United States Census Bureau. Архів оригіналу за 8 липня 2011. Процитовано 29 листопада 2013.(англ.) Наведено за англійською вікіпедією.
6. ↑  American FactFinder. Бюро перепису населення США. Архів оригіналу за 29 липня 2011. Процитовано 31 січня 2008.

| США | Це незавершена стаття з географії США. Ви можете допомогти проєкту, виправивши або дописавши її. |